# Valentina Grigorieva
Valentina Grigorieva –en ruso, Валентина Григорьева– es una deportista soviética que compitió en esquí de fondo adaptado. Ganó dos medallas de bronce en los Juegos Paralímpicos de Innsbruck 1988.

## Palmarés internacional
| Juegos Paralímpicos | Juegos Paralímpicos | Juegos Paralímpicos | Juegos Paralímpicos      |
| Año                 | Lugar               | Medalla             | Prueba                   |
| ------------------- | ------------------- | ------------------- | ------------------------ |
| 1988                | Innsbruck (Austria) | Medalla de bronce   | 5 km distancia corta B1  |
| 1988                | Innsbruck (Austria) | Medalla de bronce   | 10 km distancia larga B1 |